# Antrachinon
Antrachinon – organiczny związek chemiczny z grupy chinonów, pochodna antracenu zawierająca dwie grupy karbonylowe w położeniach 9 i 10. Jest to żółta substancja nierozpuszczalna w wodzie, rozpuszczalna w benzenie. Tworzy krystaliczne igły. Służy jako półprodukt do produkcji wielu barwników, w tym m.in. alizaryny. Występuje w korze rośliny kruszyny pospolitej (Frangula alnus) oraz ożanki czosnkowej (Teucrium scordium).